# 八圩瑶族乡
八圩瑶族乡是中华人民共和国广西壮族自治区河池市南丹县下辖的一个民族乡。

## 行政区划
八圩瑶族乡下辖以下村级行政区划单位：
八圩社区、拉友村、七圩村、砂厂村、下坪村、立坳村、汉度村、朝房村、文家村、利乐村、甲坪村、老圩场村、瑶寨村、塘浪村、关西村和吧哈村。